# Khavīrak
Khavīrak (persiska: خويدك, Khavīdak, خويرك) är en ort i Iran.   Den ligger i provinsen Yazd, i den centrala delen av landet, 500 km sydost om huvudstaden Teheran. Khavīrak ligger 1 255 meter över havet och antalet invånare är 985.
Terrängen runt Khavīrak är platt.Runt Khavīrak är det glesbefolkat, med 8 invånare per kvadratkilometer. Närmaste större samhälle är Yazd, 17,1 km nordväst om Khavīrak. Trakten runt Khavīrak är ofruktbar med lite eller ingen växtlighet.